# Anton Shvets
Anton Shvets (Henichesk, Ucrania, 26 de abril de 1993) es un futbolista ruso que juega en la posición de centrocampista.

## Trayectoria
Se formó en las canteras del Real Zaragoza, y Spartak de Moscú, para volver a la ciudad aragonesa de nuevo y formar parte del filial blanquillo.
Debutó como profesional con el Real Zaragoza en Segunda División en la temporada 2013-14, el 23 de marzo de 2014 durante el encuentro contra el Deportivo de La Coruña en el Estadio de La Romareda sustituyendo en el minuto ochenta y seis a César Arzo, partido que finalizó con la victoria de los coruñeses.
A mediados de 2014 terminó contrato con el Real Zaragoza "B", y al no renovar con los maños, fichó por el Villarreal Club de Fútbol, en principio para jugar con su filial.
Entre 2017 y 2025 militó en el Ajmat Grozni. Marcó doce goles y dio cinco asistencias en 187 encuentros, siendo uno de los cinco jugadores con más partidos disputados en la historia del club en el momento de su marcha.

## Selección nacional
Fue convocado en marzo de 2013 por la selección sub-21 de Georgia, a la que renunció para así poder jugar en un futuro con la selección rusa.
Debutó con la selección de Rusia el 27 de marzo de 2018 en un amistoso ante Francia que el conjunto galo venció por 1-3.

## Clubes
| Club                 | País   | Año       |
| -------------------- | ------ | --------- |
| Real Zaragoza "B"    | España | 2012-2014 |
| Villarreal C. F. "B" | España | 2014-2017 |
| Ajmat Grozni         | Rusia  | 2017-2025 |